# Caza

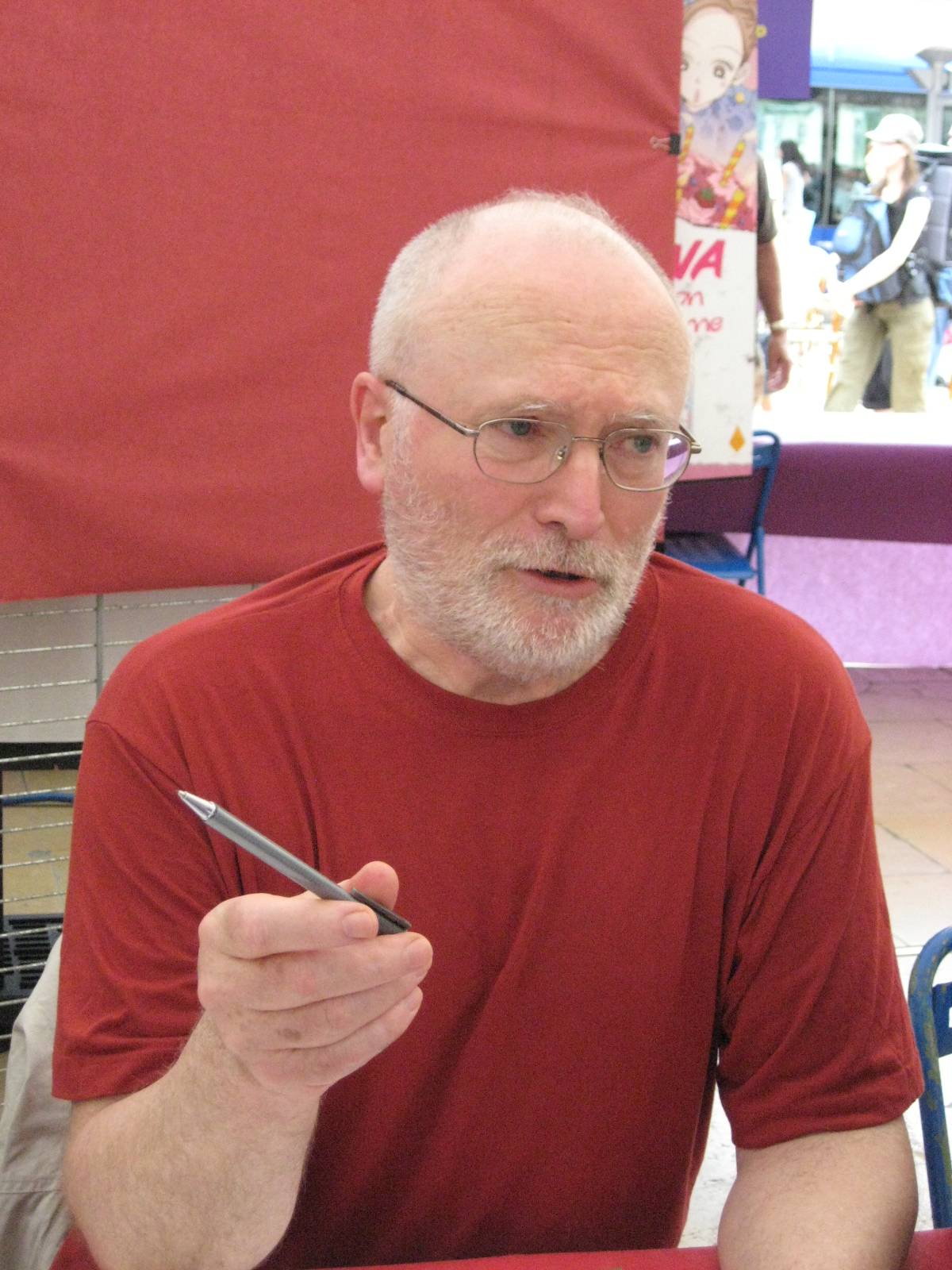
Caza, 2009

Caza (* 14. November 1941 in Paris als Philippe Cazaumayou) ist ein französischer Comiczeichner. Bekannt wurde er insbesondere mit seinen detailreichen Zeichnungen für die Zeitschrift Métal Hurlant (dt. Schwermetall) und mit seinen Vorstadtchroniken, die er ab 1975 im Comicmagazin Pilote veröffentlichte.
Caza stellte sich in mehreren Panels seiner Comics selbst dar.

## Leben und Werk
Als Sohn eines (nach Selbstaussage in Bédéthèque) „sportiven und karikaturistischen Vaters“ und einer Kunstlehrerin machte er zunächst eine Ausbildung in der Werbegrafik und arbeitete 10 Jahre lang erst als freischaffender Grafiker und dann bei der Pariser Werbeagentur EKO, bevor er sich neuorientierte („recycelt“) und dem Comic zuwandte. Als erster Comicband erschien 1970 Kris Kool bei Eric Losfeld, ein psychedelischer Science-Fiction-Comic, beeinflusst durch Jean-Claude Forest (Barbarella) und die Pop-art und hier insbesondere die Alben von Guy Peellaert (Jodelle und Pravda; ebd.).
In den frühen 1970ern folgten Illustrationen und Cover für verschiedene Publikationen der Éditions Opta (Fiction, Galaxie, le Club du Livre d'Anticipation, Emmanuelle, Marginal, …) sowie verschiedene Kurzgeschichten für das Magazin Pilote (Quand les Costumes avaient des dents, Contes hystériques, Le Caillou rouge, …). Weitere Illustrationen für die weitverbreiteten Taschenbuchausgaben der Fantasy-Klassiker-Reihe von J’ai lu. Mitte der 1970er zog er in die Cevennen.
Für das frischgründete französische Comic-Magazin Métal hurlant (dt. Schwermetall) (1975) schrieb Caza mythische Science-Fiction-Geschichten, zunächst ganz in Schwarzweiß (Sanguine, L'Oiseau-Poussière), dann auch farbig (Arkhê, Axolotls).
Zeitgleich begann er, satirische Geschichten für Pilote (dt. Pilot) zu zeichnen, die Scènes de la vie de banlieue (dt. etwa Szenen aus dem Vorstadtleben). Die Chroniken leben von der Überspitzung der modernen Welt ins Phantastische.
In den 1980er Jahren „kehrte er in die Zivilisation zurück“ und zog in die Nähe von Montpellier. Er widmete sich ganz der SF und veröffentlicht in Pilote die Serie "L'Âge d'Ombre" (Das Zeitalter der Schatten), die poetische Chronik einer Menschheit, die sich ganz in ihre abgeschlossenen Städte zurückgezogen hat, während im großen Draußen Mutanten antiker Mythengestalten wüten. Parallel erscheint sein erstes Album für Les Humanoïdes Associés ("Laïlah"), mythologisch und erotisch.
1985–1987 zeichnete er zusammen mit René Laloux einen Zeichentrickspielfilm ("Gandahar") nach einem Roman von Jean-Pierre Andrevon, sowie einen Kurzfilm ("Comment Wang-Fô fut sauvé", "Wie Wang-Fo gerettet wurde") nach einer "Nouvelle Orientale" von Marguerite Yourcenar. Ende des Jahrzehnts illustrierte er "Skaith" von Leigh Brackett für die Éditions Albin Michel, und erstmals auch Rollen- ("Simulacres" für Casus Belli) und Computerspiele ("Kult" für Infogrames).
In den 1990ern folgte der Comic-Zyklus "Le Monde d'Arkadi" (Arkadis Welt), von dem sechs (der zehn geplanten) Bände bei Humanoïdes Associés erschienen. Die übrigen vier erschienen ab 2000 bei Delcourt. Zugleich arbeitete er als Szenarist an "Amiante", gezeichnet von Patrick Lemordan für Soleil Productions. Es folgen weitere SF-Comics ("L'Appel de Cthulhu", "Drakkhen", "Menaces sur TèR", "L'Odyssée ") und immer wieder Coverillustrationen für J'ai Lu und andere.
1993 war die erste große Werkschau im Maison d'Ailleurs (Haus der Außerirdischen), einem europäischen Science-Fiction-Museum in Yverdon-les-Bains, und gleich darauf beim Festival Utopia 2000 in Nantes.
Es folgten Neuausgaben von " L'Âge d'ombre" (1998) und " Monde d'Arkadi ", sowie sein neues Werk "Nocturnes" (1999), alle bei Guy Delcourt. 2000 beendete er seine Zusammenarbeit mit Les Humanoïdes Associés.
2003 war er Co-Szenarist und Chef-Grafiker bei der Produktion des Zeichentrickfilms "Les Enfants de la pluie" (Die Kinder des Regens) nach einem Roman von Serge Brussolo. Regie führte Philippe Leclerc, mit der Musik von Didier Lockwood.
Ab 2004 erschienen weitere Bände von "Le Monde d'Arkadi" bei Delcourt, 2008 wurde die Saga mit Band 9 abgeschlossen.
2015 wurde er für sein Lebenswerk mit dem Prix Cyrano ausgezeichnet.

## Werke (Auswahl)
- 1970: Kris Kool
- 1975: Scènes de la vie en banlieue
- 1976: Fume… C'est du Caza!
- 1982–84: L’Âge d’ombre
- 1982: Arkhé
- 1985: Le Caillou rouge
- 1985: Mémoire des écumes
- 1988: Chimères
- 1988: Laïlah
- 1989–2008: Le Monde d'Arkadi
- 1993–97: Amiante (mit Lemordan)
- 1999: Chroniques de la terre fixe
- 2003–08: les Mois sont de papier
- 2004: Kronozone
- 2005: Dialogue avec l'extraterrestre

Auf Deutsch erschienen:
- Gesammelte Werke Band 1–5, Volksverlag Linden GmbH, 1984
- Die Welt von Arkadi, 4 Bände, Splitter, 1995–1995
- Amiante 1: Die verlorene Stadt Kroshmarg, Splitter, 1998

## Nachweise
1. ↑  Les enfants de la pluie bei IMDb